# Carlos Alberto Valderrama
Carlos Alberto Valderrama Palacio (Santa Marta, Colòmbia, 2 de setembre de 1961) és un exfutbolista colombià.

## Trajectòria

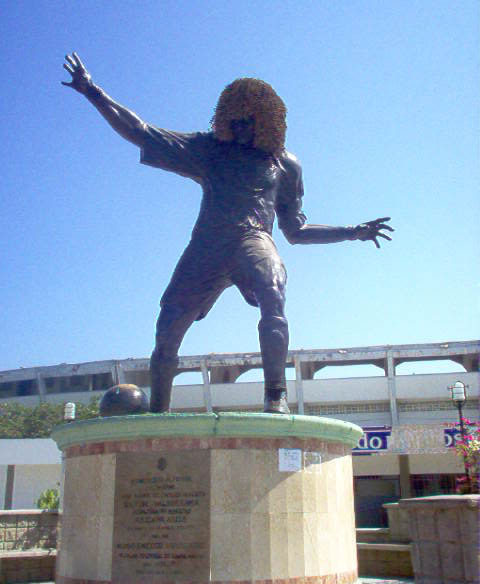
Monument al Pibe a Santa Marta

Amb un total de 111 partits entre 1983 i 1998 és el futbolista amb més partits internacionals disputats amb la selecció colombiana. També és considerat per molts analistes com el futbolista colombià més important de la història. Fou el capità de la selecció durant les copes del Món de 1990, 1994, i 1998.
Des dels seus inicis l'any 1981, Valderrama fou tot un rodamón del futbol. A Colòmbia va jugar amb Unión Magdalena, Millonarios i Deportivo Cali. Es va unir al Montpeller francès el 1988 i dos anys més tard al Reial Valladolid. Retornà a Colòmbia on jugà amb Independiente Medellín i Atlético Junior. L'any 1996 es traslladà als Estats Units on defensà els colors de Tampa Bay Mutiny (1996-97, 2000-01), Miami Fusion (1998-99), i Colorado Rapids (2001-02) de la Major League Soccer. L'any 2005 fou inclòs en l'11 de tots els temps de la MSL.
El febrer del 2004 es retirà després de 22 anys de carrera amb un partit a l'Estadi Metropolità de Barranquilla, al costat de jugadors com Diego Maradona, Enzo Francescoli i José Luis Chilavert.

## Palmarès
- Copa francesa de futbol: 1990
- Lliga colombiana de futbol: 1993, 1995
- Futbolista sud-americà de l'any: 1987, 1993
- Futbolista de l'any de la MLS: 1996